# Aprilia SRV 850
L'Aprilia SRV 850 è uno scooter prodotto dalla casa motociclistica italiana Aprilia dal 2012 al 2016. 

## Descrizione
Presentata alla fiera di EICMA a Milano nel novembre 2011, SRV 850 è uno scooter che sostituisce il Gilera GP800, dal quale riprende alcuni parti e componenti. 
Il motore è un bicilindrico dalla cilindrata di 839 cm³, con architettura V2 di 90° da 76,1 cavalli raffreddato a liquido a ciclo otto a quattro tempi con sistema a iniezione elettronica, permette di raggiungere una velocità massima di 194 km/h e un'accelerazione nello 0 a 100 km/h in 5,7 secondi. 
La potenza viene trasmessa alla ruota posteriore tramite una trasmissione a variazione continua mediante una catena. Le ruote sono da 16 pollici (120/70) davanti e 15 pollici (160/60) dietro. Lo scooter dal 2013 è dotato di serie del sistema di frenata antibloccaggio a due canali fornito dalla Continental e controllo di trazione.
Il telaio è composto da una struttura monoculla in tubi di acciaio coadiuvato da elementi in lamiera stampata. All’avantreno è presente una forcella telescopica idraulica mentre al retrotreno un singolo ammortizzatore, regolabile su 5 posizioni. 
Esce di produzione nel 2016.